# José David Contreras
José Contreras (Guasdualito, estado Apure, Venezuela; 20 de octubre de 1994) es un futbolista venezolano que juega como portero y su equipo actual es el Barcelona Sporting Club de la Serie A de Ecuador.

## Deportivo Pasto
Contreras llega al Deportivo Pasto en reemplazo de Luis Delgado. Debutaría en los cuartos de final de Copa Colombia frente al América de Cali atajando 3 penaltis.
Consolidándose como una de las figuras del equipo nariñense ganándose la titular y el cariño de la gente de San Juan de Pasto.

## Selección nacional
Ha sido internacional con las selecciones sub-17 y sub-20 de Venezuela. Con la selección de mayores fue convocado por primera vez para un partido amistoso ante Honduras el 10 de agosto de 2011, sin embargo no llegó a debutar.

### Participaciones internacionales

#### Campeonato Sudamericano Sub-17
| Sudamericano Sub-17 | Sede    | Resultado    | Partidos | Goles recibidos |
| ------------------- | ------- | ------------ | -------- | --------------- |
| Sudamericano 2011   | Ecuador | Primera fase | 4        | 10              |

#### Campeonato Sudamericano Sub-20
| Sudamericano Sub-20 | Sede      | Resultado    | Partidos | Goles recibidos |
| ------------------- | --------- | ------------ | -------- | --------------- |
| Sudamericano 2013   | Argentina | Primera fase | 4        | 4               |

#### Copa América
| Copa América            | Sede           | Resultado        | Partidos | Goles recibidos |
| ----------------------- | -------------- | ---------------- | -------- | --------------- |
| Copa América Centenario | Estados Unidos | Cuartos de final | 0        | 0               |

## Trayectoria
| Club               | País       | Año       |
| ------------------ | ---------- | --------- |
| Aragua Fútbol Club | Venezuela  | 2011-2013 |
| Deportivo Táchira  | Venezuela  | 2013-2018 |
| Châteauroux        | Francia    | 2018-2019 |
| Deportivo Táchira  | Venezuela  | 2019-2020 |
| Deportivo Pasto    | Colombia   | 2021      |
| San Carlos         | Costa Rica | 2021-2022 |
| Águilas Doradas    | Colombia   | 2022-2024 |
| Barcelona S.C.     | Ecuador    | 2025      |

## Estadísticas

### Clubes
| Club                          | Div.          | Temporada     | Liga  | Liga   | Liga   | Copas        | Copas        | Copas        | Internacional | Internacional | Internacional | Total | Total  | Total  |
| Club                          | Div.          | Temporada     | Part. | G.Enc. | P.Inv. | Part.        | G.Enc.       | P.Inv.       | Part.         | G.Enc.        | P.Inv.        | Part. | G.Enc. | P.Inv. |
| ----------------------------- | ------------- | ------------- | ----- | ------ | ------ | ------------ | ------------ | ------------ | ------------- | ------------- | ------------- | ----- | ------ | ------ |
| Aragua F. C. · Venezuela      | 1.ª           | 2011-12       | 14    | -13    | 7      | -            | -            | -            | Inexistentes  | Inexistentes  | Inexistentes  | 14    | -13    | 7      |
| Aragua F. C. · Venezuela      | 1.ª           | 2012-13       | 29    | -36    | 6      | -            | -            | -            | Inexistentes  | Inexistentes  | Inexistentes  | 29    | -36    | 6      |
| Aragua F. C. · Venezuela      | Total club    | Total club    | 43    | -49    | 13     | -            | -            | -            | -             | -             | -             | 43    | -49    | 13     |
| Deportivo Táchira · Venezuela | 1.ª           | 2013-14       | 21    | -21    | 5      | -            | -            | -            | Inexistentes  | Inexistentes  | Inexistentes  | 21    | -21    | 5      |
| Deportivo Táchira · Venezuela | 1.ª           | 2014-15       | 18    | -18    | 5      | -            | -            | -            | 2             | -3            | 1             | 20    | -21    | 6      |
| Deportivo Táchira · Venezuela | 1.ª           | 2015          | 10    | -9     | 4      | -            | -            | -            | Inexistentes  | Inexistentes  | Inexistentes  | 10    | -9     | 4      |
| Deportivo Táchira · Venezuela | 1.ª           | 2016          | 34    | -34    | 14     | 2            | -1           | 1            | 7             | -9            | 3             | 43    | -44    | 18     |
| Deportivo Táchira · Venezuela | 1.ª           | 2017          | 31    | -29    | 12     | -            | -            | -            | 2             | -1            | 1             | 33    | -31    | 13     |
| Deportivo Táchira · Venezuela | 1.ª           | 2018          | 7     | -11    | 0      | -            | -            | -            | -             | -             | -             | 7     | -11    | 0      |
| Deportivo Táchira · Venezuela | 1.ª           | 2019          | 20    | -13    | 11     | -            | -            | -            | -             | -             | -             | 20    | -13    | 11     |
| Deportivo Táchira · Venezuela | 1.ª           | 2020          | 18    | -15    | 9      | -            | -            | -            | 2             | -4            | 1             | 20    | -19    | 10     |
| Deportivo Táchira · Venezuela | Total club    | Total club    | 159   | -150   | 60     | 2            | -1           | 1            | 13            | -17           | 6             | 174   | -168   | 67     |
| Châteauroux Francia           | 2.ª           | 2018-19       | 7     | -6     | 3      | 3            | -6           | 1            | Inexistentes  | Inexistentes  | Inexistentes  | 10    | -12    | 4      |
| Châteauroux Francia           | Total club    | Total club    | 7     | -6     | 3      | 3            | -6           | 1            | -             | -             | -             | 10    | -12    | 4      |
| Châteauroux B Francia         | 5.ª           | 2018-19       | 5     | -6     | 1      | Inexistentes | Inexistentes | Inexistentes | Inexistentes  | Inexistentes  | Inexistentes  | 5     | -6     | 1      |
| Châteauroux B Francia         | Total club    | Total club    | 5     | -6     | 1      | -            | -            | -            | -             | -             | -             | 5     | -6     | 1      |
| Deportivo Pasto · Colombia    | 1.ª           | 2021          | 10    | -15    | 2      | 2            | -2           | 0            | 1             | -2            | 0             | 13    | -19    | 2      |
| Deportivo Pasto · Colombia    | Total club    | Total club    | 10    | -15    | 2      | 2            | -2           | 0            | 1             | -2            | 0             | 13    | -19    | 2      |
| A. D. San Carlos · Costa Rica | 1.ª           | 2021-22       | 16    | -23    | 3      | -            | -            | -            | -             | -             | -             | 16    | -23    | 3      |
| A. D. San Carlos · Costa Rica | Total club    | Total club    | 16    | -23    | 3      | -            | -            | -            | -             | -             | -             | 16    | -23    | 3      |
| Águilas Doradas · Colombia    | 1.ª           | 2022          | 21    | -15    | 13     | -            | -            | -            | -             | -             | -             | 21    | -15    | 13     |
| Águilas Doradas · Colombia    | 1.ª           | 2023          | 50    | -51    | 18     | 4            | -7           | 0            | 1             | -2            | 0             | 55    | -60    | 18     |
| Águilas Doradas · Colombia    | 1.ª           | 2024          | 32    | -33    | 10     | 2            | -2           | 1            | 2             | 0             | 2             | 36    | -35    | 13     |
| Águilas Doradas · Colombia    | Total club    | Total club    | 103   | -99    | 41     | 6            | -9           | 1            | 3             | -2            | 2             | 112   | -110   | 44     |
| Barcelona S. C. · Ecuador     | 1.ª           | 2025          | 10    | -11    | 5      | -            | -            | -            | 9             | -7            | 4             | 19    | -18    | 6      |
| Barcelona S. C. · Ecuador     | Total club    | Total club    | 10    | -11    | 5      | -            | -            | -            | 9             | -7            | 4             | 19    | -18    | 6      |
| Total Carrera                 | Total Carrera | Total Carrera | 353   | -359   | 128    | 13           | -18          | 3            | 26            | -28           | 12            | 392   | -405   | 140    |

Según referencia: Soccerway.com - Transfermark.com. 

### Selección
| Selección | Temporada       | Amistosos | Amistosos | Amistosos | Sudamérica1 | Sudamérica1 | Sudamérica1 | Mundial2 | Mundial2 | Mundial2 | Total | Total | Total |
| Selección | Temporada       | PJ        | GR        | Imb.      | PJ          | GR          | Imb.        | PJ       | GR       | Imb.     | PJ    | GR    | Imb.  |
| --- | --------------- | --------- | --------- | --------- | ----------- | ----------- | ----------- | -------- | -------- | -------- | ----- | ----- | ----- |
| Sub-17 · Venezuela | 2011            | —         | —         | —         | 4           | -10         | 0           | —        | —        | —        | 4     | -10   | 0     |
| Sub-17 · Venezuela | Total           | 0         | 0         | 0         | 4           | -10         | 0           | 0        | 0        | 0        | 4     | -10   | 0     |
| Sub-20 · Venezuela | 2013            | —         | —         | —         | 4           | -4          | 1           | —        | —        | —        | 4     | -4    | 1     |
| Sub-20 · Venezuela | Total           | 0         | 0         | 0         | 4           | -4          | 1           | 0        | 0        | 0        | 4     | -4    | 1     |
| Mayores · Venezuela | 2016            | 2         | -2        | 1         | 1           | -4          | 0           | —        | —        | —        | 3     | -6    | 1     |
| Mayores · Venezuela | 2017            | 3         | -3        | 0         | —           | —           | —           | —        | —        | —        | 3     | -3    | 0     |
| Mayores · Venezuela | 2024            | 0         | 0         | 0         | 0           | 0           | 0           | —        | —        | —        | 0     | 0     | 0     |
| Mayores · Venezuela | 2025            | —         | —         | —         | 0           | 0           | 0           | —        | —        | —        | 0     | 0     | 0     |
| Mayores · Venezuela | Total           | 5         | -5        | 1         | 1           | -4          | 0           | 0        | 0        | 0        | 6     | -9    | 1     |
| Total Selección | Total Selección | 5         | -5        | 1         | 9           | -18         | 1           | 0        | 0        | 0        | 14    | -23   | 2     |
| (1) Incluye los partidos de: Sudamericano Sub-17 (2011), Sudamericano Sub-20 (2013) / Eliminatorias Sudamericanas (2016). (2) Sin Participaciones. |                 |           |           |           |             |             |             |          |          |          |       |       |       |

## Palmarés

### Campeonatos Nacionales
| Título                        | Equipo            | País      | Año     |
| ----------------------------- | ----------------- | --------- | ------- |
| Torneo Apertura               | Deportivo Táchira | Venezuela | 2015    |
| Primera División de Venezuela | Deportivo Táchira | Venezuela | 2014-15 |